# Olga Alexandrovna de Russie
Pour les articles homonymes, voir Olga de Russie.
Olga Alexandrovna Romanova (en russe : О́льга Алекса́ндровна Рома́нова), grande-duchesse de Russie, née le 13 juin 1882 au palais de Peterhof en Russie et morte le 24 novembre 1960 à Cooksville (en), Toronto, au Canada, est une princesse de la Maison Romanov et une artiste-peintre. 

## Biographie

### Famille et jeunesse

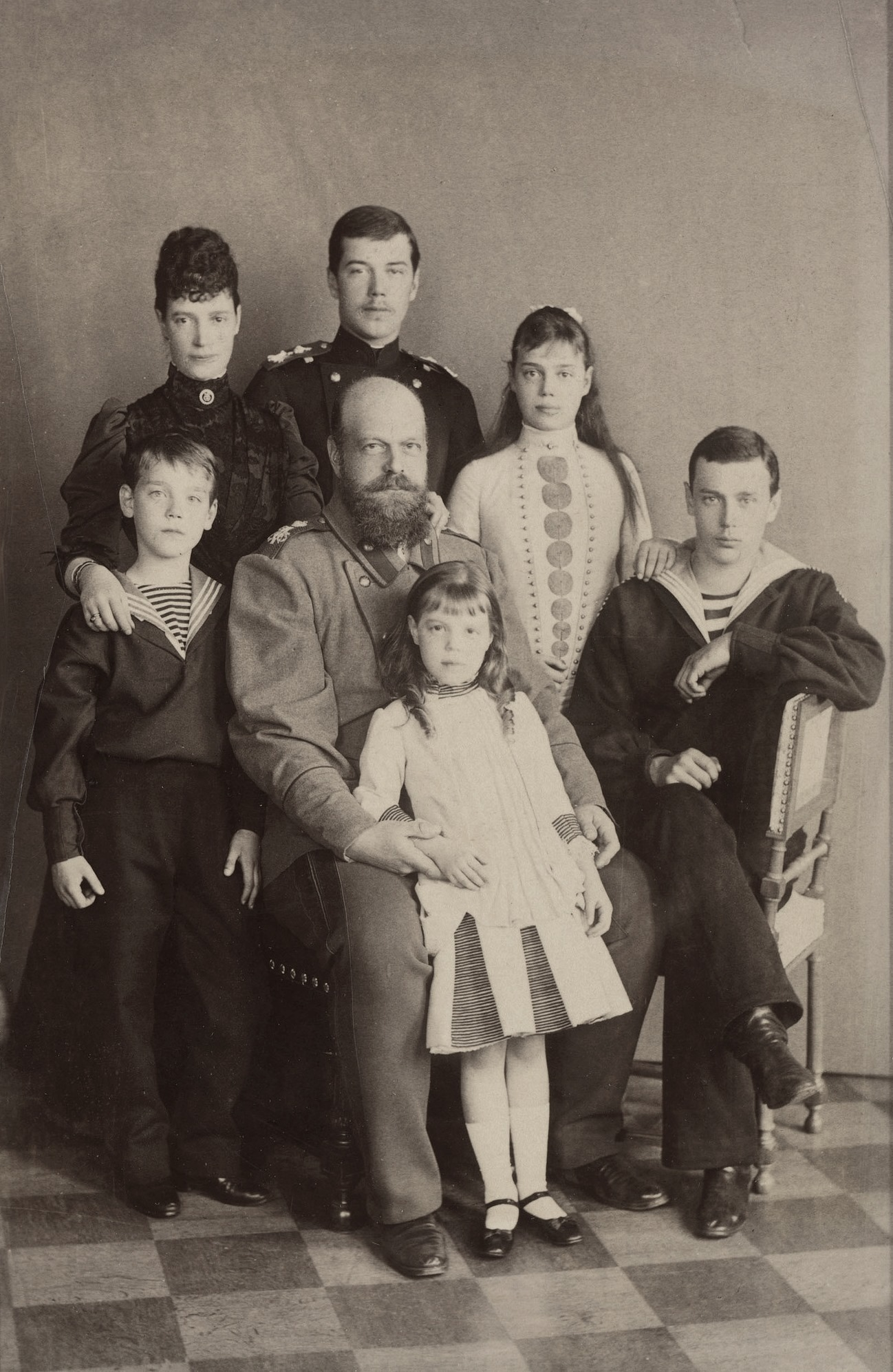
La famille impériale en 1888.

La grande-duchesse Olga Alexandrovna de Russie naît le 13 juin 1882 au palais de Peterhof à l'ouest de Saint-Pétersbourg. Dernière fille du tsar Alexandre III de Russie et de Dagmar de Danemark, Olga est la sœur cadette de Nicolas II, dernier tsar de Russie mais aussi des grands-ducs Alexandre Alexandrovitch, Georges Alexandrovitch et Michel Alexandrovitch et de la grande-duchesse Xenia Alexandrovna. Sa naissance est annoncée par une salve traditionnelle de cent-un coups de canon depuis les remparts de la forteresse Pierre-et-Paul, et par des cérémonies similaires dans tout l'empire. Sa mère, conseillée par sa sœur, Alexandra de Danemark, princesse de Galles, confie Olga à une nourrice anglaise, Elizabeth Franklin.
La famille impériale russe est une cible fréquente des assassins, c'est pourquoi, pour des raisons de sécurité, la grande-duchesse est élevée au palais de Gatchina, à l'ouest de Saint-Pétersbourg. Olga quitte Gatchina pour la première fois en 1888, lors de la visite de la famille impériale dans le Caucase. Le 29 octobre, leur train de retour s'approche à grande vitesse de la petite ville de Borki. Les parents d'Olga et leurs quatre premiers enfants sont en train de déjeuner dans le wagon-restaurant lorsque le train fait une violente embardée et déraille. La voiture est éventrée ; le lourd toit de fer s'effondre et les roues et le plancher de la voiture sont arrachés. Les survivants affirment que le tsar a rampé hors du toit écrasé et l'a soutenu avec « un effort herculéen » pour que les autres puissent s'échapper ; une histoire jugée par la suite incroyable. Il y a vingt et un morts. L'impératrice aide à soigner les blessés et confectionne des bandages de fortune avec ses propres vêtements. Une enquête officielle révèle qu'il s'agit d'un accident, mais la croyance largement répandue est que deux bombes ont été posées sur la ligne.
Même si Olga et ses frères et sœur vivent dans un palais, leurs conditions de vie sont spartiates,. Ils dorment sur des lits de camp, se lèvent à l'aube, se lavent à l'eau froide et mangent un simple porridge au petit-déjeuner. La grande-duchesse et ses frères et sœurs sont instruits à domicile par des professeurs particuliers. Les matières comprennent l'histoire, la géographie, le russe, l'anglais et le français, ainsi que le dessin et la danse. Les activités physiques telles que l'équitation sont enseignées dès le plus jeune âge et les enfants deviennent des cavaliers experts,. La famille est profondément religieuse. Alors que Noël et Pâques sont des périodes de fête et d'extravagance, le Carême est strictement observé : la viande, les produits laitiers et toute forme de divertissement sont évités.

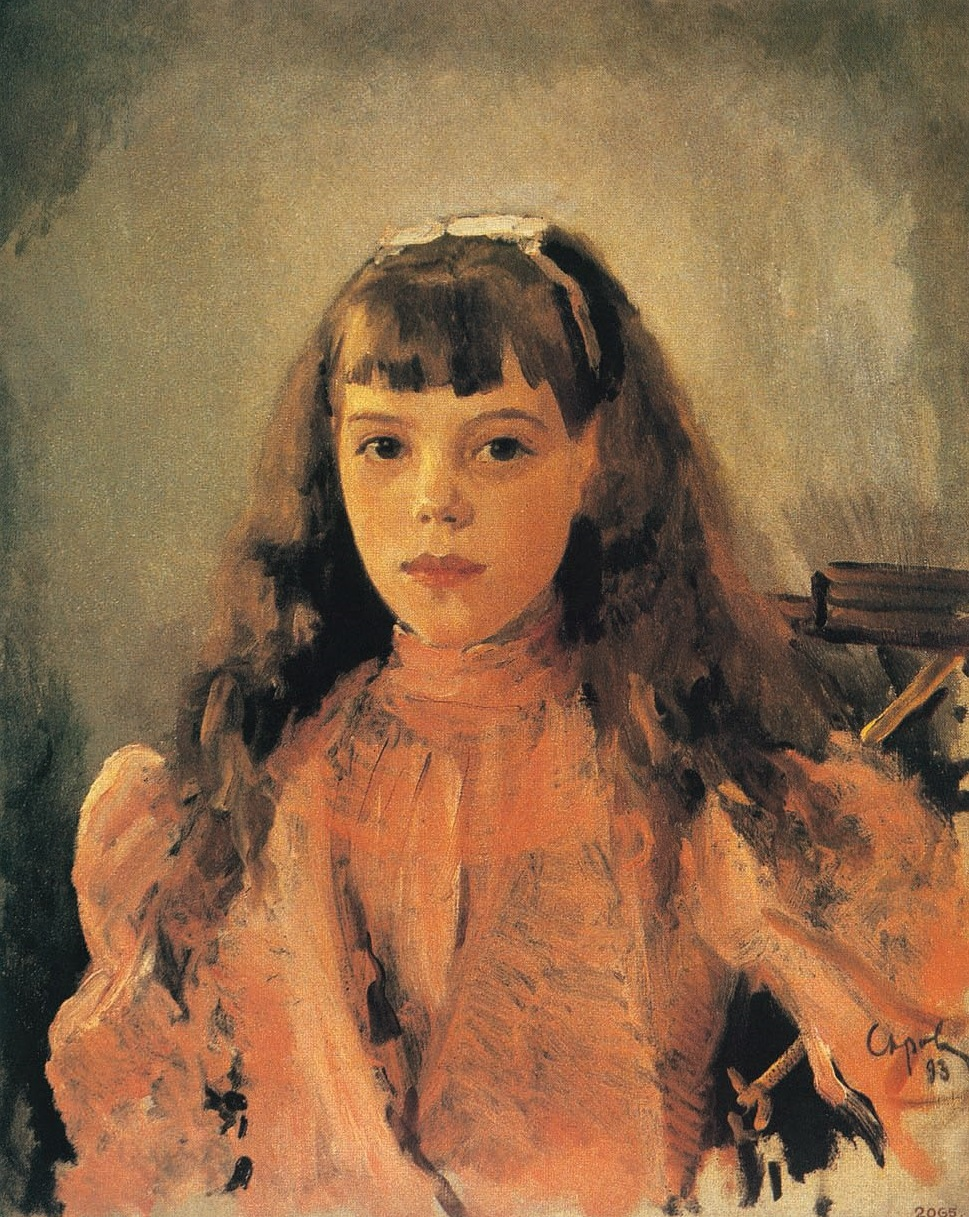
Portrait de la grande-duchesse Olga Alexandrovna en 1893 par Valentin Serov.

L'impératrice est réservée et formelle avec Olga lorsqu'elle est enfant, et leur relation reste difficile,. Mais Olga, son père et le plus jeune de ses frères, Michel, entretiennent une relation étroite. Ensemble, les trois font fréquemment des randonnées dans les forêts de Gatchina, où le tsar enseigne à Olga et Michel le travail du bois. Olga dit de son père :

« Mon père était tout pour moi. Immergé dans le travail comme il l'était, il a toujours épargné pour moi cette demi-heure quotidienne... un jour, mon père m'a montré un très vieil album rempli de passionnants croquis à la plume et à l'encre d'une ville imaginaire appelée Mopsopolis, habitée par des Mopses [chiens carlins]. Il me l'a montré en secret et j'étais ravi de le voir partager avec moi ses propres secrets d'enfance... »

Les vacances en famille ont lieu à Peterhof et chez les grands-parents d'Olga au Danemark,. Cependant, en 1894, le père d'Olga est de plus en plus malade et le voyage annuel au Danemark est annulé. Le 13 novembre 1894, il meurt à l'âge de quarante-neuf ans. L'impact émotionnel sur Olga, âgée de douze ans, est traumatisant,, et son frère aîné, le nouveau tsar Nicolas II, est propulsé dans un rôle pour lequel, de l'avis ultérieur d'Olga, il est mal préparé.

### Vie à la cour

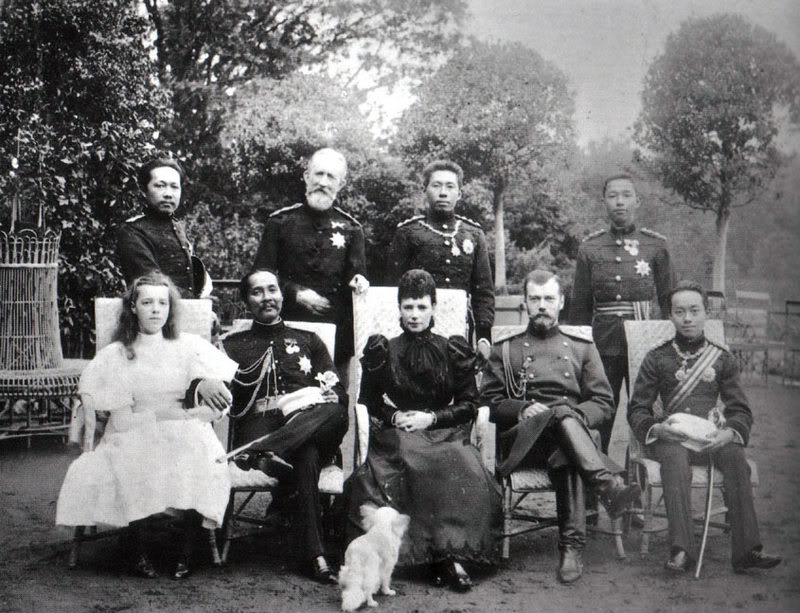
Olga, le roi Rama V de Siam, l'impératrice douairière, le tsar et le prince Vajiravudh lors de la visite du roi en Russie en 1897.

Olga doit faire son entrée dans la haute société au milieu de l'année 1899, à l'âge de dix-sept ans, mais après la mort de son frère Georges, sa première apparition publique officielle est retardée d'un an, jusqu'en 1900,. Elle déteste cette expérience et confie plus tard à son biographe officiel Ian Vorres : « Je me sentais comme un animal en cage, exposé au public pour la première fois ». À partir de 1901, Olga est commandante en chef honoraire du 12e régiment de hussards Akhtyrsky de l'armée impériale russe.
En 1900, Olga, âgée de dix-huit ans, est accompagnée au théâtre et à l'opéra par un cousin éloigné, le duc Pierre Alexandrovitch d'Oldenbourg, membre de la branche russe de la maison d'Oldenbourg. Il est de quatorze ans son aîné et est connu pour sa passion pour la littérature et les jeux de hasard. Pierre demande la main d'Olga l'année suivante, une proposition qui surprend complètement la grande-duchesse : « J'étais tellement interloquée que tout ce que je pouvais dire, c'était "merci" », explique-t-elle plus tard. Leurs fiançailles, annoncées en mai 1901, surprennent leur entourage, car Pierre n'a jamais montré aucun intérêt pour les femmes et les membres de la haute société pensaient qu'il était homosexuel.

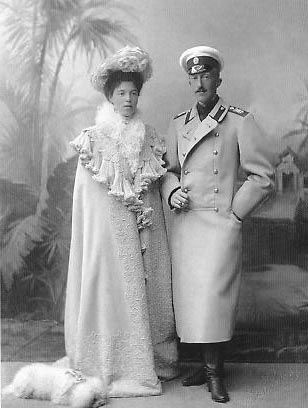
La grande-duchesse et son premier époux en 1901.

À l'âge de dix-neuf ans, le 27 juillet 1901, Olga épouse donc Pierre. Après la célébration, les jeunes mariés partent pour le palais d'Oldenbourg. Olga passe sa nuit de noces seule et en larmes, tandis que son mari fréquente un club de jeu et ne revient que le lendemain matin. Leur mariage n'est pas consommé, et Olga soupçonne que l'ambitieuse mère de Pierre l'a poussé à demander en mariage. La biographe Patricia Phenix pense qu'Olga a peut-être accepté sa proposition pour s'émanciper de sa propre mère ou pour éviter d'avoir à se marier dans une cour étrangère. La grande-duchesse vit d'abord avec ses beaux-parents Alexandre d'Oldenbourg et Eugénie Maximilianova de Leuchtenberg. Cet arrangement n'est pas harmonieux, car les parents de Pierre, tous deux bien connus pour leur travail philanthropique, réprimandent leur fils unique pour sa paresse. Olga n'aime pas sa belle-mère, bien qu'Eugénie, amie proche de l'impératrice douairière, ait offert à sa belle-fille de nombreux cadeaux, dont un diadème de rubis ayant appartenu à Joséphine de Beauharnais. Quelques semaines après le mariage, Olga et son mari voyagent en lune de miel à Biarritz, d'où ils naviguent vers Sorrente sur un yacht été prêté par le roi Edouard VII du Royaume-Uni.
À leur retour en Russie, ils s'installent au palais Baryatinsky à Saint-Pétersbourg, cadeau du tsar Nicolas II. Olga et Pierre ont des chambres séparées aux extrémités opposées du bâtiment et la grande-duchesse a son propre atelier d'art. Malheureuse dans son mariage, elle fait des crises de dépression qui lui font perdre ses cheveux, la forçant à porter une perruque. Il lui faut deux ans pour que ses cheveux repoussent.
Près du palais de Ramon, la résidence de campagne des Oldenbourg dans la province de Voronej, Olga possède sa propre villa, appelée « Olgino », d'après la ville la plus proche. Elle finance de sa propre poche l'école du village et y crée un hôpital. Sa belle-fille écrit plus tard : « Elle essayait d'aider chaque personne dans le besoin dans la mesure où ses forces et ses moyens le lui permettaient ». À l'hôpital, elle apprend les traitements médicaux de base et les soins appropriés auprès du médecin local. Elle illustre sa forte foi orthodoxe en créant des icônes religieuses, qu'elle distribue aux œuvres caritatives qu'elle soutient. À Ramon, Olga et Pierre aiment se promener dans les bois voisins et chasser ensemble le loup. Il est gentil et attentionné envers elle, mais elle aspire à l'amour et à des enfants.
En avril 1903, lors d'une revue militaire royale au palais de Pavlovsk, son frère Michel lui présente un officier des gardes cuirassiers bleus, Nikolaï Koulikovsky,,. Olga et Koulikovsky commencent à se voir et échangent régulièrement des lettres. La même année, elle confronte son mari et demande le divorce, ce qu'il refuse – sous réserve qu'il puisse reconsidérer sa décision après sept ans,. Néanmoins, le duc nomme Koulikovsky comme aide de camp et lui permit de vivre dans la même résidence que lui et la grande-duchesse,,. La relation entre Koulikovsky et Olga Alexandrovna n'est pas publique, mais les rumeurs sur leur histoire d'amour se répandent dans la haute société.

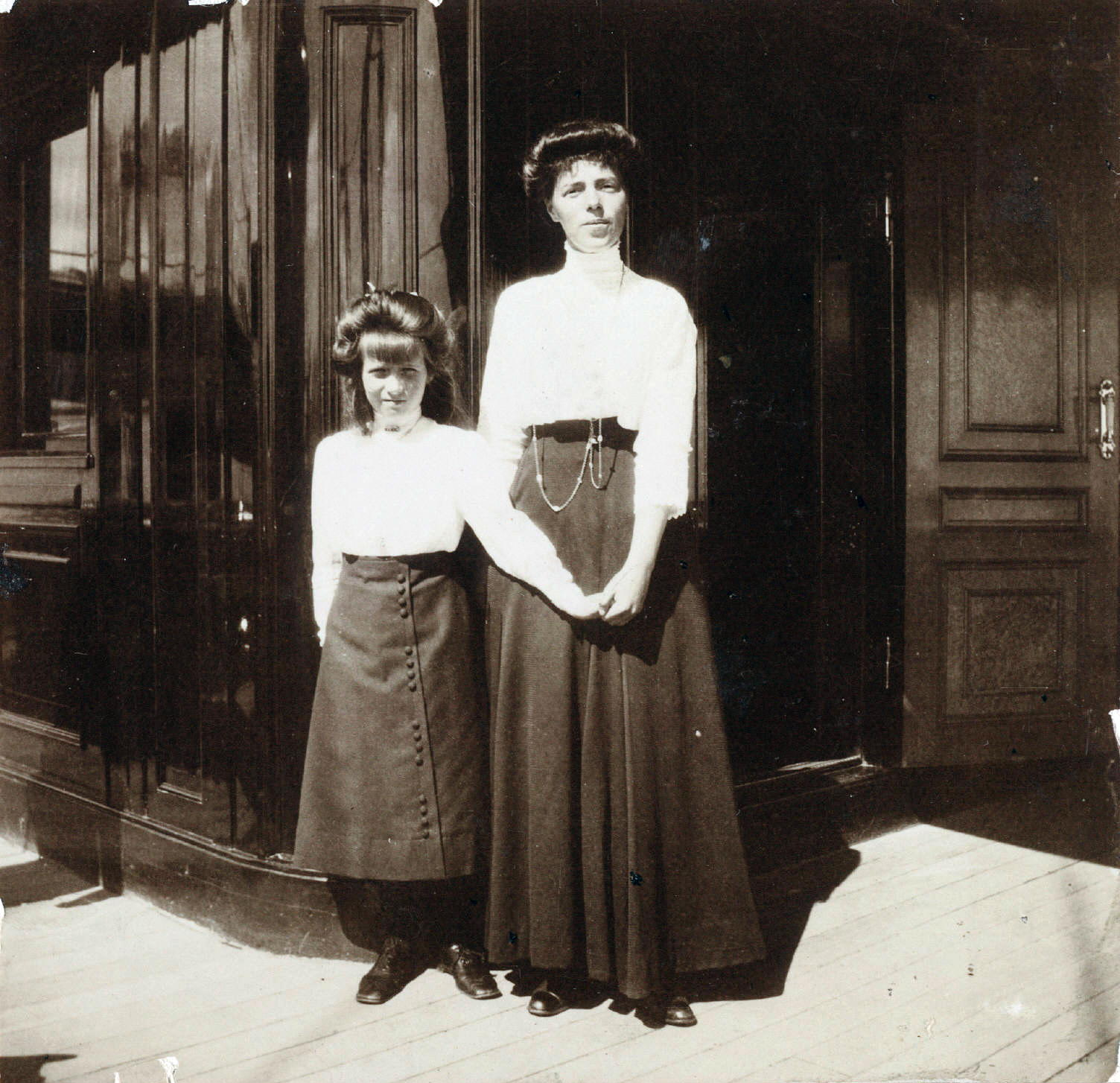
Olga et sa nièce Anastasia vers 1912.

De 1904 à 1906, le duc Pierre est nommé à un poste militaire à Tsarskoïe Selo, un complexe de palais situé juste au sud de Saint-Pétersbourg. À Tsarskoïe Selo, la grande-duchesse se rapproche de son frère Nicolas et de sa famille, qui vivent au palais Alexandre, près de sa propre résidence. Olga apprécie ses liens avec les quatre filles du tsar,. De 1906 à 1914, Olga emmène ses nièces à des fêtes et à des événements à Saint-Pétersbourg tous les week-ends de l'hiver, sans leurs parents,. Elle aime particulièrement la plus jeune des sœurs, sa filleule Anastasia, qu'elle appelle Shvipsik (« la petite »),. Grâce à son frère et sa belle-sœur, Olga rencontre Raspoutine. Même si elle ne fait aucune critique publique de la proximité de Raspoutine avec la famille impériale, elle n'est pas convaincue de ses pouvoirs supposés et ne l'aime pas,. À mesure qu'Olga se rapproche de la famille du tsar, sa relation avec son frère Michel se détériore. À sa grande horreur et à celle de Nicolas, Michel s'enfuit avec sa maîtresse, une roturière deux fois divorcée, et la communication entre le grand-duc et le reste de la famille cesse pratiquement,.
Les troubles publics suscités par la guerre russo-japonaise de 1904-1905 et les demandes de réformes politiques augmentent au début du XXe siècle. Lors de l'Épiphanie de 1905, une bande de révolutionnaires tire à balles réelles sur le palais d'Hiver depuis la forteresse Pierre-et-Paul. Olga et l'impératrice douairière sont couvertes d'éclats de verre provenant d'une fenêtre brisée, mais sont indemnes,. Trois semaines plus tard, lors du Dimanche rouge, les troupes cosaques tuent au moins quatre-vingt douze personnes lors d'une manifestation,, et un mois plus tard, l'oncle d'Olga, le grand-duc Serge Alexandrovitch de Russie, est assassiné,. Des soulèvements ont lieu dans tout le pays et une partie de la marine se mutine. Olga soutient la nomination du libéral Piotr Stolypine au poste de Premier ministre et il se lance dans un programme de réformes progressives, mais en 1911, il est assassiné.
Les troubles publics, la fuite de Michel et les difficultés de son mariage mettent Olga à rude épreuve et en 1912, alors qu'elle visite l'Angleterre avec sa mère, elle souffre d'une dépression nerveuse,. La tsarine Alexandra souffre également de fatigue, préoccupée par la mauvaise santé de son fils hémophile, Alexis. Olga la remplace lors d'événements publics et accompagne son frère lors d'une visite du pays.

### Première Guerre mondiale et révolution

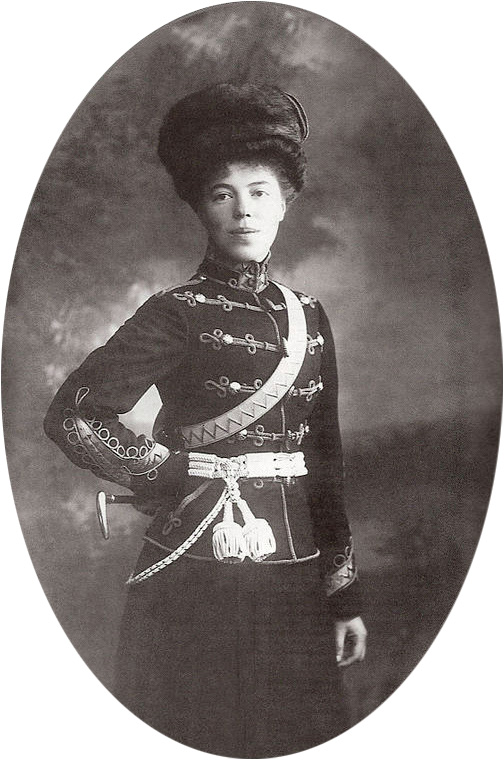
La grande-duchesse Olga Alexandrovna de Russie en uniforme militaire.

Le 1er août 1914, à l'approche de la Première Guerre mondiale, le régiment d'Olga, les hussards Akhtyrsky, défile lors d'une revue impériale devant elle et le tsar à Krasnoïe Selo. Koulikovsky se porte volontaire pour servir dans les Hussards, stationnés sur les lignes de front dans le sud-ouest de la Russie. Forte des connaissances médicales préalables, la grande-duchesse devient infirmière dans un hôpital de la Croix-Rouge en sous-effectif à Rovno, près de l'endroit où est stationné son propre régiment,. Pendant la guerre, elle subit le feu nourri des Autrichiens, alors qu'elle rend visite au régiment sur le front. Les infirmières travaillent rarement aussi près de la ligne de front et c'est pourquoi elle reçoit l'ordre impérial et militaire de Saint-Georges des mains du général Mannerheim. Alors que les Russes perdent du terrain face aux puissances centrales, l'hôpital d'Olga est déplacé à Kiev,, et le grand-duc Michel revient en Russie.
Le 16 octobre 1916, Nicolas II annule le mariage de la grande-duchesse avec le duc Pierre Alexandrovitch, lui permettant ainsi d'épouser le colonel Koulikovsky. Le service a lieu le 16 novembre 1916 dans l'église Kievo-Vasilievskaya de Kiev. Les seuls invités sont l'impératrice douairière, le beau-frère d'Olga, le grand-duc Alexandre Mikhaïlovitch, quatre officiers du régiment Akhtyrsky et deux des collègues infirmières d'Olga à l'hôpital de Kiev.
Pendant la guerre, les tensions internes et les privations économiques en Russie continuent de s’accentuer et les sympathies révolutionnaires se développent. Après l'abdication du tsar au début de 1917, de nombreux membres de la dynastie Romanov, dont Nicolas et sa famille immédiate, sont assignés à résidence. En quête de sécurité, la grande-duchesse Olga, ainsi que l'impératrice douairière et le grand-duc Alexandre se rendent en Crimée par train spécial, où ils sont rejoints par sa sœur la grande-duchesse Xenia,. Ils vivent dans la propriété d'Alexandre, la villa Ai-Todor, près de Yalta, où ils sont assignés à résidence par les forces locales. Le 12 août 1917, son premier enfant, Tikhon Nikolaïevitch, voit le jour pendant leur quasi-emprisonnement. Il doit son nom à Tikhon de Zadonsk, le saint vénéré près du domaine de la grande-duchesse à Olgino.

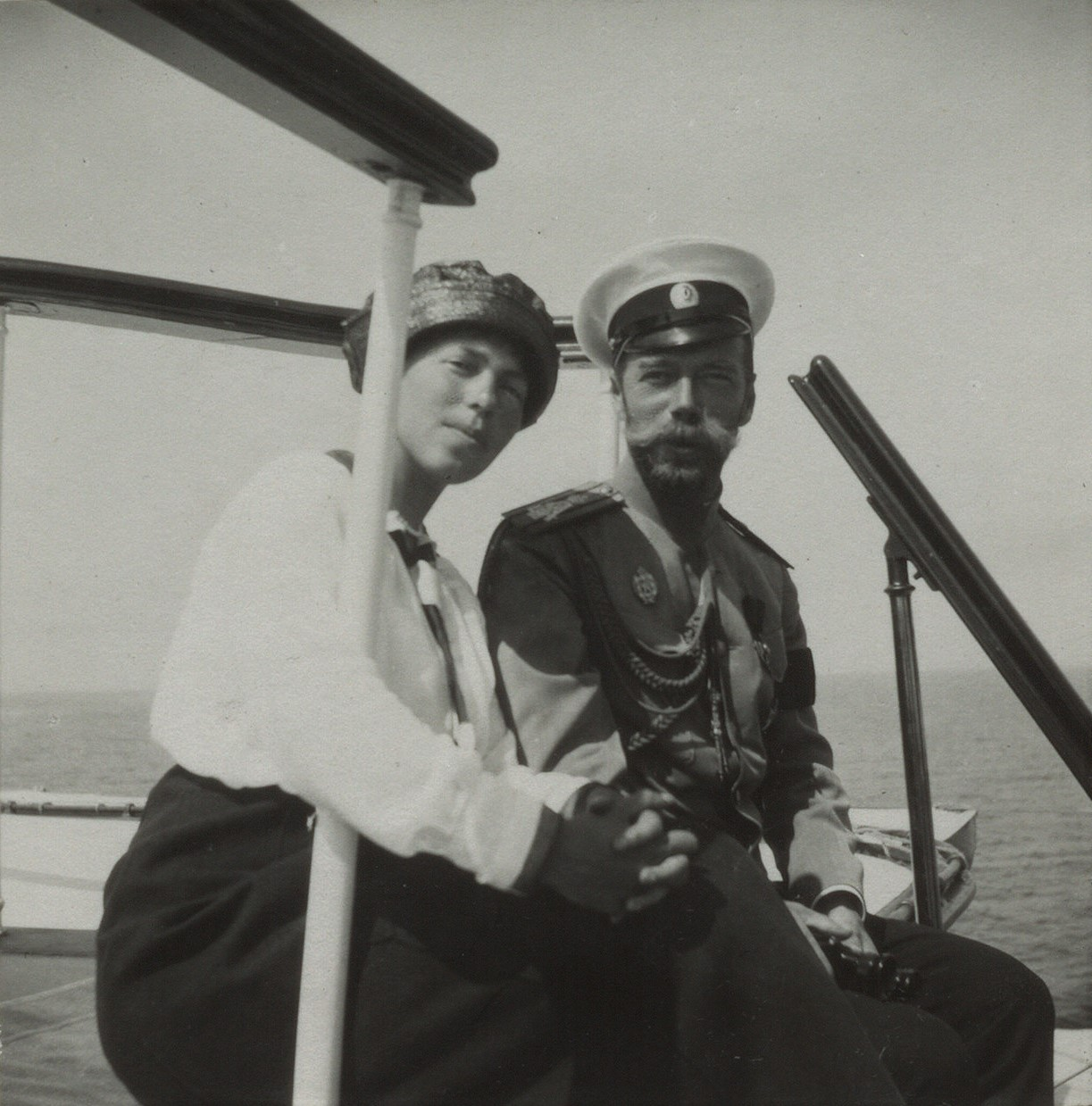
Olga et son frère Nicolas II sur le yacht impérial Standart le 3 juillet 1914.

Les Romanov isolés en Crimée savent peu du sort du tsar et de sa famille. Nicolas, Alexandra et leurs enfants sont initialement détenus dans leur résidence officielle, le palais Alexandre, mais le gouvernement provisoire les transfère à Tobolsk. En février 1918, la majeure partie de la famille impériale résidant à Ai-Todor est transférée dans un autre domaine à Djulber, où les grands-ducs Nicolas Nikolaïevitch et Pierre Nikolaïevitch sont déjà assignés à résidence. Olga et son mari sont cependant laissés à Ai-Todor. Toute la famille Romanov installée en Crimée est condamnée à mort par le conseil révolutionnaire de Yalta, mais les exécutions sont retardées du fait de la rivalité politique entre les Soviets de Yalta et de Sébastopol,. En mars 1918, l’Allemagne avance en Crimée et les gardes révolutionnaires sont remplacés par des Allemands,. En novembre 1918, les forces allemandes sont informées de la défaite de leur pays et évacuent la région. Les forces alliées prennent le contrôle des ports de Crimée, en soutien à l'Armée blanche, ce qui permet aux membres survivants de la famille Romanov de s'enfuir à l'étranger. L'impératrice douairière et, sur son insistance, la plupart de sa famille et de ses amis, sont évacués par le cuirassier britannique HMS Marlborough. Nicolas II a déjà été exécuté et sa famille suppose, à juste titre, que sa femme et ses enfants ont également été tués.
Refusant de quitter la Russie, Olga et son mari décident de partir pour le Caucase, où l'Armée blanche a repoussé les bolcheviks,. Un garde du corps impérial, Timofei Yatchik, les guide vers sa ville natale, le village de Novominskaya. Dans une ferme louée de cinq pièces, Olga donne naissance à son second fils, Guri Nikolaïevitch, le 23 avril 1919. Il porte le nom d'un de ses amis, Guri Panayev, tué alors qu'il servait dans le régiment Akhtyrsky pendant la Première Guerre mondiale. En novembre 1919, la famille entreprend ce qui sera son dernier voyage à travers la Russie. Juste avant l'arrivée des troupes révolutionnaires, ils s'enfuient à Novorossiïsk et se réfugient dans la résidence du consul danois, Thomas Schytte, qui les informe de l'arrivée saine et sauve de l'impératrice douairière au Danemark. Après un bref séjour chez le consul, la famille est envoyée dans un camp de réfugiés sur l'île de Büyükada, près de Constantinople, où Olga, son mari et ses enfants partagent trois pièces avec onze autres adultes. Après deux semaines, ils sont évacués vers Belgrade, où Olga reçoit la visite du prince régent Alexandre, qui lui propose un foyer permanent, mais Olga refuse, étant invitée au Danemark par sa mère.

### Exil
Le Vendredi Saint 1920, Olga et sa famille arrivent à Copenhague. Ils vivent avec l'impératrice douairière, d'abord au palais d'Amalienborg puis à la villa de Hvidøre, où Olga fait office de secrétaire et de compagne de sa mère. C'est un arrangement parfois difficile. L'impératrice douairière insiste en effet pour avoir Olga à sa disposition et trouve ses jeunes fils trop turbulents. De plus, n'ayant jamais accepté l'idée du mariage de sa fille avec un roturier ; elle est froide envers Koulikovsky, lui permettant rarement d'être en sa présence. Lors de réceptions, Olga doit donc accompagner sa mère seule.
L'impératrice douairière décède le 13 octobre 1928 à Hvidøre. Son domaine est vendu et Olga achète grâce à sa part d'héritage Knudsminde, une ferme à Ballerup,. Elle et son mari y élèvent des chevaux. Pour le transport, ils disposent d'une petite voiture et d'une calèche. Olga dirige la maison avec l'aide de sa vieille et fidèle servante Emilia « Mimka » Tenso, venue avec elle de Russie. La grande-duchesse vit simplement, travaillant aux champs, effectuant les tâches ménagères et peignant.
La ferme devient un centre pour la communauté monarchiste russe au Danemark et de nombreux émigrants russes la visitent. Olga entretient une importante correspondance avec la communauté des émigrés russes et d'anciens membres de l'armée impériale. Le 2 février 1935, dans l'Église orthodoxe russe de Copenhague, elle et son mari sont les parrains et marraines, avec son cousin le prince Gustave de Danemark, d'Aleksander Schalburg, fils de l'officier danois d'origine russe Christian Frederik von Schalburg. Dans les années 1930, la famille passe des vacances annuelles au palais de Sofiero, en Suède, avec le prince héritier Gustave-Adolphe de Suède et son épouse, Louise Mountbatten. Olga vend ses propres peintures, représentant des scènes russes et danoises, lors d'expositions à Copenhague, Londres, Paris et Berlin. Une partie des bénéfices est reversée aux œuvres caritatives qu'elle soutient.

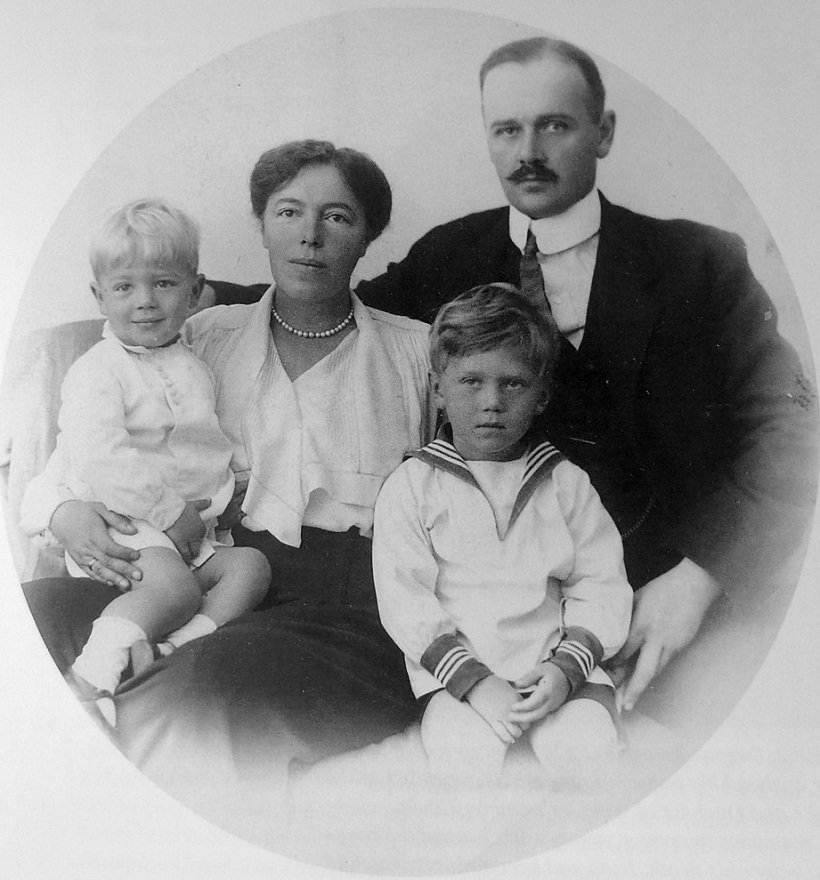
La grande-duchesse Olga avec son second mari et ses deux fils, vers 1921.

Le Danemark neutre est envahi par l’Allemagne nazie le 9 avril 1940 et occupé pour le reste de la Seconde Guerre mondiale. Des pénuries alimentaires, des restrictions de communication et des fermetures de transports s'ensuivent. Comme les fils d'Olga, Tikhon et Guri, servent comme officiers dans l'armée danoise, ils sont internés comme prisonniers de guerre, mais leur emprisonnement dans un hôtel de Copenhague dure moins de deux mois. Tikhon est emprisonné pendant un mois supplémentaire en 1943, après avoir été arrêté pour espionnage. D'autres émigrés russes, désireux de lutter contre les Soviétiques, s'enrôlent dans les forces allemandes. Malgré l'internement de ses fils et les origines danoises de sa mère, Olga est impliquée dans la collusion de ses compatriotes avec les forces allemandes, alors qu'elle continue à rencontrer et à apporter son aide aux émigrés russes luttant contre le communisme,. Le 4 mai 1945, les forces allemandes au Danemark se rendent aux Britanniques. Comme les conditions de vie des exilés russes ne s'améliorent pas, le général Piotr Krasnov écrit à la grande-duchesse, détaillant les conditions misérables des immigrants russes au Danemark. Elle demande à son tour au prince Axel de Danemark de les aider, mais sa demande est refusée.
Avec la fin de la Seconde Guerre mondiale, les troupes soviétiques occupent l'île danoise de Bornholm et l'Union soviétique écrit au gouvernement danois, accusant Olga et un évêque catholique danois de complot contre le gouvernement soviétique<. La famille craignant une tentative d'assassinat ou d'enlèvement,, Olga décide de déménager de l'autre côté de l'Atlantique, vers la sécurité relative de la campagne canadienne.
En mai 1948, les Koulikovsky se rendent à Londres à bord d'un navire de transport de troupes danois. Ils sont hébergés dans un appartement au château de Hampton Court, pendant que des dispositions sont prises pour leur voyage au Canada en tant qu'immigrants agricoles. Le 2 juin 1948, Olga, Koulikovsky, Tikhon et son épouse Agnete, Guri, son épouse Ruth, et leurs enfants Xenia et Leonid, ainsi que la compagne et ancienne servante d'Olga, Emilia « Mimka » Tenso, partent de Liverpool à bord de l'Empress of Canada. Après une traversée difficile, le navire accoste à Halifax. La famille vit à Toronto jusqu'à ce qu'elle achète une ferme de 80 hectares dans le comté de Halton, en Ontario,.
En 1952, la ferme devient un fardeau pour Olga et son mari. Ils sont en effet tous deux âgés, leurs fils sont partis, le colonel souffre de problèmes de santé croissants et certains des bijoux restants d'Olga ont été volés. La ferme est vendue et Olga, son mari et son ancienne femme de chambre, Mimka, déménagent dans une plus petite maison de cinq pièces à Cooksville, en Ontario,. Mimka subit un accident vasculaire cérébral qui la laisse handicapée et Olga la soigne jusqu'à sa mort le 24 janvier 1954,.
Les voisins et les visiteurs de la région, y compris des dignitaires étrangers et royaux, s'intéressent à Olga et lui rendent visite. Parmi ceux-ci se trouvent des membres de sa famille élargie, dont la princesse Marina de Grèce en 1954,, ainsi que Louis Mountbatten et son épouse Edwina Ashley, en août 1959. En juin 1959, la reine Élisabeth II et le prince Philip Mountbatten se rendent à Toronto et invitent la grande-duchesse à déjeuner à bord du yacht royal Britannia,. Sa maison attire également des imposteurs se faisant passer pour des membres de la famille Romanov, qu'Olga et sa famille considèrent comme une menace.
En 1958, le mari d'Olga est paralysé et elle vend certains de ses bijoux restants pour collecter des fonds. Après le décès de son mari en 1958, elle devient de plus en plus infirme, jusqu'à ce qu'elle soit hospitalisée en avril 1960 à l'hôpital général de Toronto,. Elle n'est pas informée ou n'est pas consciente que sa sœur aînée, Xenia, est morte à Londres ce mois-là. Incapable de prendre soin d'elle-même, Olga va vivre chez des amis émigrés russes, Konstantin et Sinaida Martemianoff, dans un appartement à Toronto,. Elle tombe dans le coma le 21 novembre 1960 et décède le 24 novembre à l'âge de 78 ans.
Elle est enterrée à côté de son mari au cimetière d'York, à Toronto, le 30 novembre 1960, après des funérailles à la cathédrale du Christ-Sauveur de Toronto. Des officiers des hussards Akhtyrsky et des cuirassiers bleus montent la garde dans la petite église russe, où se pressent de nombreuses personnes en deuil, dont la famille de la grande-duchesse et la princesse Vera Constantinovna de Russie,.

## Carrière de peintre

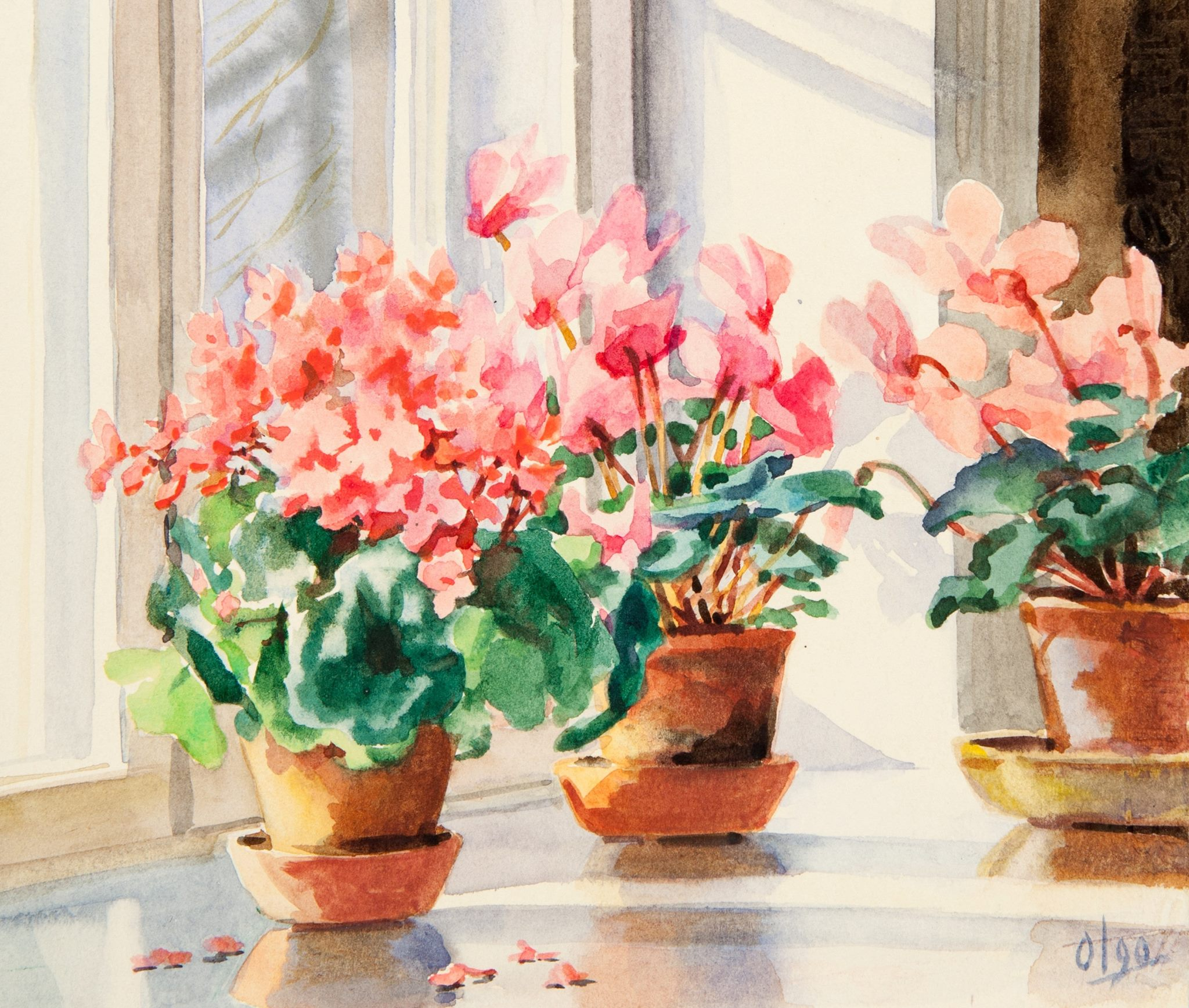
La seule toile d'Olga Alexandrovna de Russie conservée au musée historique d'État de Moscou.

À Saint-Pétersbourg, Vladislav Kournakovitch est son professeur de violon et le peintre paysagiste Stanislav Joukovski son professeur de peinture. Olga Alexandrovna excelle dans l'aquarelle aussi dans la peinture sur porcelaine, une discipline où elle enseigne également.
Elle expose notamment à Charlottenborg, au Danemark, aux printemps 1932-1933, 1945 et 1947-1948, ainsi qu'à une exposition d’art à Copenhague en 1948 et à la galerie Richard W. Pedersen à Copenhague en 1953, 1956, 1958 et 1959. Ses œuvres font également l'objet de présentations au Canada, en Angleterre, en Allemagne et en France. Depuis le 24 octobre 1996, le musée régional de Ballerup présente une exposition permanente d'une centaine de ses tableaux.

### Quelques œuvres
- Femme sur un banc, Hvidøre (aquarelle, 1920, musée de Frederiksborg
- Anémones bleues et blanches (1923)
- Hvidøre vue de la mer (1923, musée de Øregård (en)
- Le Prince Viggo (aquarelle, 1935)
- La Reine Ingrid (aquarelle, 1946)

### Illustration de livres
- Otto Schrayhs Histoire des trois ours, 1924 et un roman d'Emil Rasmussen, Le Sang polonais, 1943.

## Distinctions
- 11 juillet 1882 : dame grand-croix de l'ordre de Sainte-Catherine
- Dame grand-croix de l'ordre royal de Saint-Sava
- Récipiendaire de l'ordre impérial et militaire de Saint-Georges